# Skip Barber
John "Skip" Barber III (Philadelphia, USA, 16 november 1936) is een voormalig Amerikaanse Formule 1-coureur in 1971 en 1972. Hij racete al zijn Grands Prix voor het team March Engineering.